# Albinella pulchra
Albinella pulchra är en insektsart som beskrevs av Frédéric Carbonell 2002. Albinella pulchra ingår i släktet Albinella och familjen Romaleidae. Inga underarter finns listade i Catalogue of Life.